# Midgee littlei
Espèce
Midgee littlei est une espèce d'araignées aranéomorphes de la famille des Toxopidae.

## Distribution
Cette espèce est endémique du Queensland en Australie. Elle se rencontre sur les monts Lewis et Spurgeon et vers Mossman.

## Description
La carapace de la femelle holotype mesure 0,8 mm de long sur 0,6 mm et l'abdomen 0,8 mm de long sur 0,6 mm. La carapace du mâle paratype mesure 0,7 mm de long sur 0,6 mm et l'abdomen 0,6 mm de long sur 0,5 mm.

## Étymologie
Cette espèce est nommée en l'honneur de Frank Little.

## Publication originale
- Davies, 1995 : A tiny litter spider (Araneae: Amaurobioidea) from Australian rainforests. Records of the Western Australian Museum. Supplement, vol. 52, p. 119-129 (texte intégral).